# Teus Olhos
"Teus Olhos" é uma canção representada por Ivete Sangalo, para o seu décimo álbum de estúdio Pode Entrar: Multishow Registro. A canção conta com a participação do cantor e compositor da musica Marcelo Camelo e é o segundo single promocional do álbum. A canção está incluída na trilha sonora da novela das 19:00 da Rede Globo: "Ti Ti Ti e devido a isso, foi lançada nas rádios em Setembro como o 6º single não-oficial.

## Lançamento
Lançada em Julho apenas na rádios de São Paulo e Rio de Janeiro, a canção tem como participação especial o cantor Marcelo Camelo e foi lançada especialmente para promover o álbum. Em julho de 2010, a canção recebeu mais notoriedade, ao fazer parte da trilha sonora da novela das 19:00 Ti Ti Ti como tema dos personagens Desirée (Mayana Neiva) e Armandinho (Alexandre Slaviero). Em Setembro, a canção começou a receber execuções nas rádios devido a novela.

## Recepção
A canção foi aclamada pelos criticos de música que a consideraram a melhor faixa do álbum. O crítico de musica Mauro Ferreira disse:
"A canção, Teus Olhos, de textura delicada e guitarras havianas, tem  total sintonia com a obra solo do hermano".  Já o Blog do Miguel Arcanjo disse que "Ivete surge com voz grave e serena, em um clima bossa nova, ao lado do ex-Los Hermanos: Marcelo Camelo, também cantando baixinho. Canção para escutar sem nenhum outro barulho". Luiz Felipe Carneiro do Esquina da Música disse que "Outro destaque de "Pode Entrar", e certamente a sua melhor música, é "Teus Olhos", de Marcelo Camelo, com participação especial do Hermano". "A canção é a prova de que Ivete é bem melhor cantando uma boa música do que berrando "tira o pé do chão" - embora, certamente, a maioria de seus fãs não pense assim".

## Promoção
Além disso, a música já foi perfomada muitas vezes em programas de TV, contando com Camelo em todas elas:
- Hebe
- Altas Horas